# Đại An, Thanh Ba
Đại An là một xã thuộc huyện Thanh Ba, tỉnh Phú Thọ, Việt Nam.
Xã Đại An có diện tích 8,97 km², dân số năm 1999 là 3019 người, mật độ dân số đạt 337 người/km².